# Wadendorf (Zörbig)

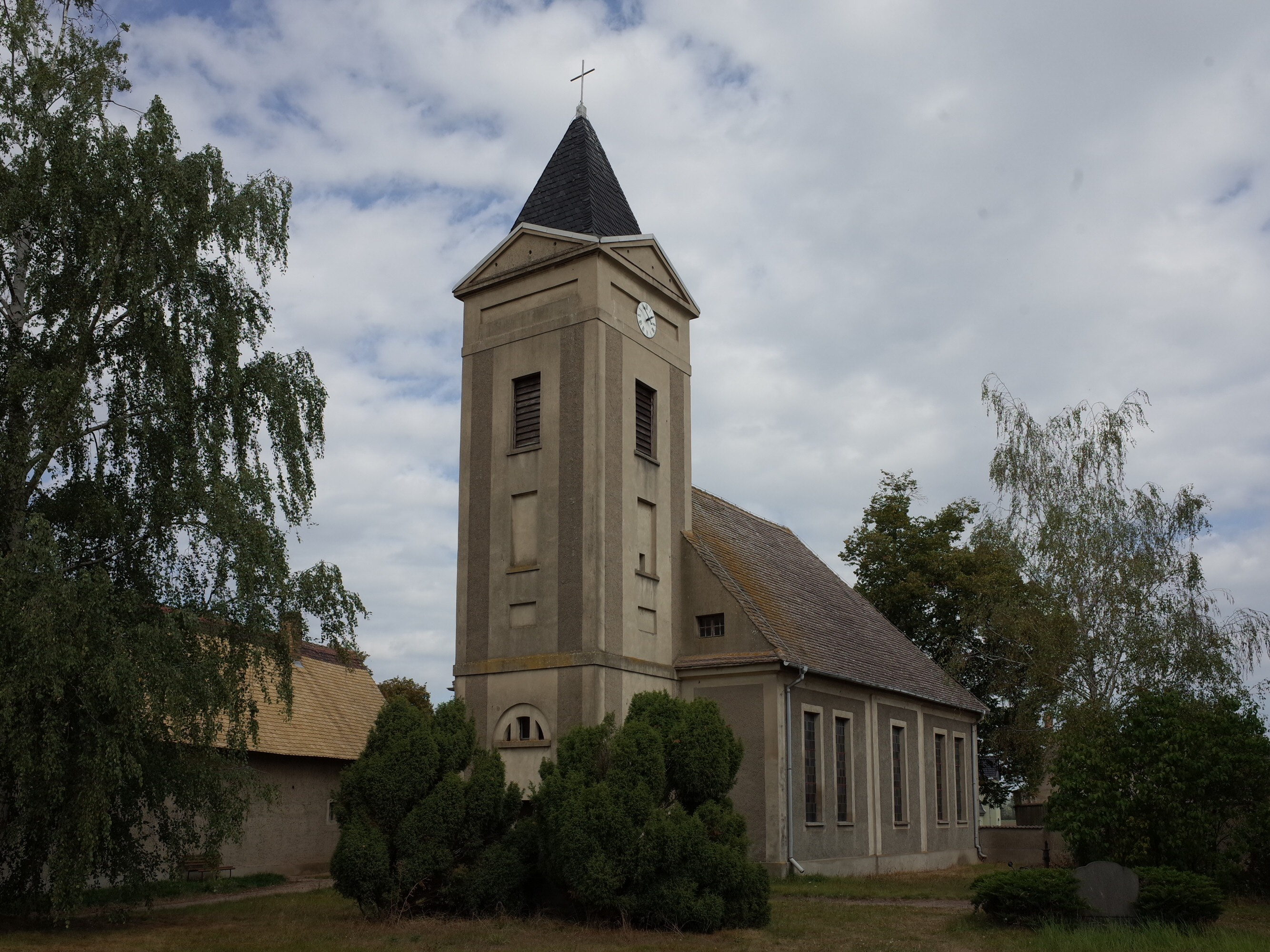
Fünf-Brüder-Kirche

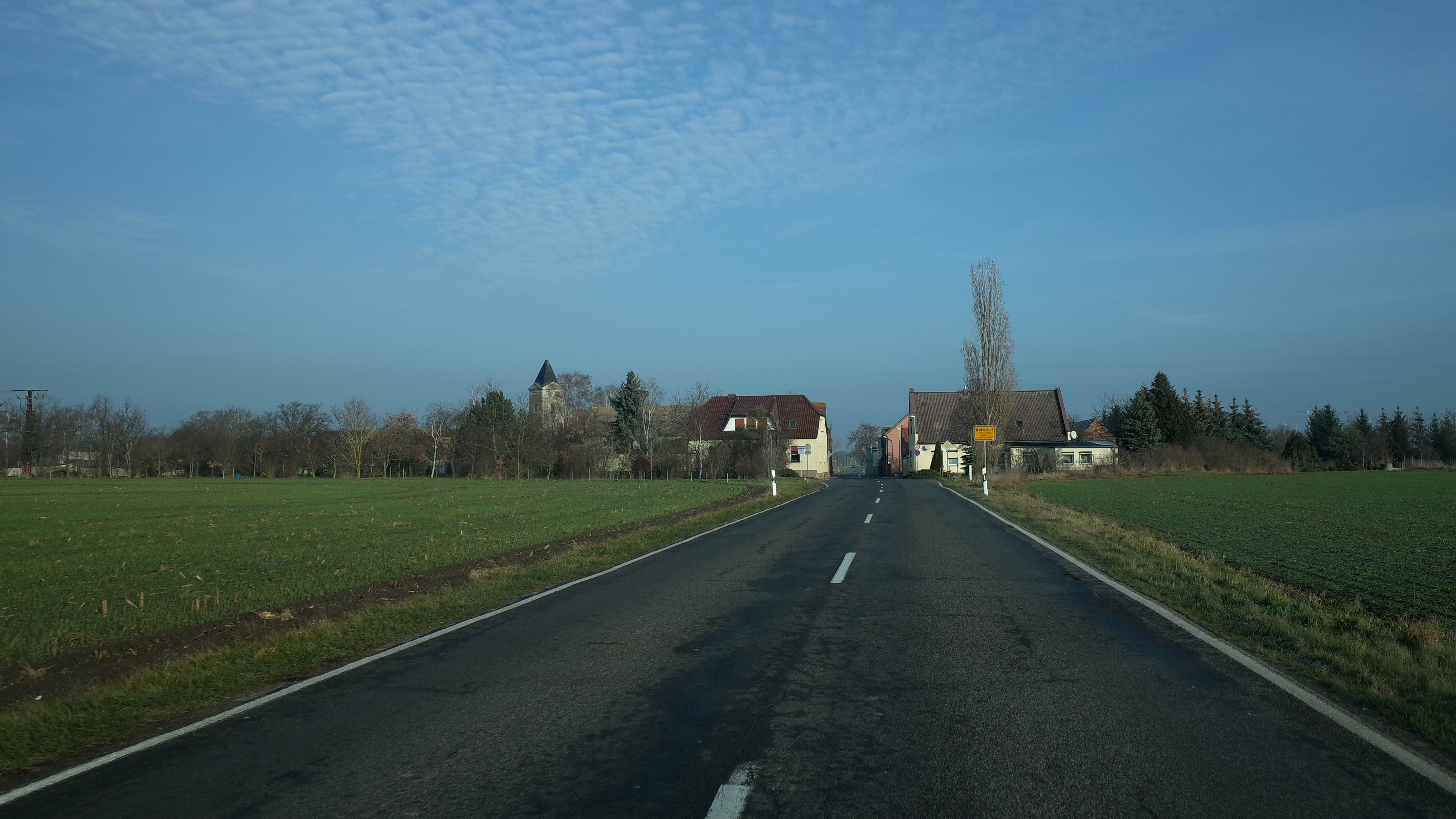
Wadendorf

Wadendorf ist ein Ortsteil der Ortschaft Salzfurtkapelle innerhalb der Stadt Zörbig im Landkreis Anhalt-Bitterfeld (Sachsen-Anhalt). Wadendorf ist einer der 18 Orte, die gemeinsam die Stadt Zörbig bilden.

## Geografie
Wadendorf ist einer der wenigen anhaltischen Orte südlich der Fuhne.

## Geschichte
Wadendorf wurde um 1600 durch den Löberitzer Einwohner Lorenz Schilling gegründet. Zwischen dem Ort und dem nördlich der Fuhne gelegenen Salzfurt querte eine Salzstraße in einer Furt die Fuhne. Im Gegensatz zu seinen Nachbarorten, die wie Wadendorf südlich der Fuhne lagen, gehörte der Ort bis 1942 zu Anhalt (Landkreis Köthen bzw. Dessau-Köthen). Es war bis 1815 von kursächsischem, seitdem von preußischem Gebiet umgeben. Nur im Norden war Wadendorf über einen kleinen Landstrich mit dem anhaltischen Gebiet jenseits der Fuhne verbunden.
Im Rahmen eines Gebietsaustausches kam Wadendorf am 1. April 1942 vom anhaltischen Landkreis Dessau-Köthen an den preußischen Landkreis Bitterfeld in der Provinz Sachsen. Wadendorf wurde am 20. Juli 1950 in die Gemeinde Salzfurtkapelle eingemeindet. Am 1. März 2004 wurde die ehemalige Gemeinde Salzfurtkapelle mit ihrem Ortsteil Wadendorf als Ortschaft in die neue Einheitsgemeinde Stadt Zörbig eingegliedert. Der Gemeinderat ist seit dem 1. März 2004 Ortschaftsrat.

## Religion
Die 1735 erbaute Wadendorfer Kirche ist eng mit der Zugehörigkeit zum Fürstentum Anhalt-Dessau verbunden. Nachdem die fünf Söhne von Fürst Leopold II. Maximilian wohlbehalten aus dem Feldzug gegen Frankreich unter Ludwig XV. zurückkehrten, ließ das Fürstenhaus in mehreren kleinen Orten Kirchen errichten. Da die Wadendorfer Kirche den fünf Söhnen des Fürsten gewidmet war, erhielt sie den Namen "Fünf-Brüder-Kirche". Nachdem das ursprüngliche Gebäude 1828 wegen Baufälligkeit abgerissen werden musste, errichtete man die noch heute bestehende Kirche. Aus der alten Kirche blieb nur die Glocke aus dem Jahr 1735 erhalten. 1986 erfolgte eine Renovierung des Gebäudes.

## Verkehrsanbindung
Wadendorf liegt westlich der Bundesautobahn 9.